# Расскажи, как ты живёшь
«Расскажи, как ты живёшь» (англ. Come, Tell Me How You Live) — автобиографическая книга английской писательницы Агаты Кристи, посвящённая её жизни и деятельности во время археологических экспедиций в Ираке и Сирии. В них она принимала участие в 1930-е годы с их руководителем — вторым мужем Максом Маллованом. Во время Второй мировой войны, проживая в Лондоне, она решила написать книгу воспоминаний о счастливых годах их жизни на Ближнем Востоке, которую любила перечитывать в старости. Наряду с рождественским сборником «Звезда над Вифлеемом», одна из двух книг, которую она создала и опубликовала под обеими фамилиями — «Кристи» и «Маллован», полученными ей от двух своих мужей. Об истории создания книги рассказывается в другой мемуарной работе Кристи — «Автобиография».
Книга впервые была опубликована в Великобритании в ноябре 1946 года издательством William Collins and Sons и в том же году в США Dodd, Mead and Company.

## История

### Предыстория
В конце 1914 года Агата Мэри Кларисса Миллер вышла замуж за полковника Арчибальда Кристи, с которым после охлаждения отношений и своего скандального исчезновения развелась в 1928 году. Осенью того же года, решив покинуть на некоторое время Европу, Агата совершила путешествие на поезде «Восточный экспресс» до Стамбула, откуда через сирийский Дамаск добралась до столицы Ирака — Багдад. Там она отправилась осмотреть археологическую экспедицию под руководством Леонарда Вулли в Уре, где её очень гостеприимно встретили. В 1930 году, совершая второе путешествие по Ираку, на раскопках в Уре она познакомилась со своим будущим супругом — археологом Максом Маллованом. Он был моложе её почти на пятнадцать лет. Поженились они 11 сентября 1930 года в церкви Святого Кутберта в шотландском Эдинбурге. В этом браке Агата Кристи прожила всю оставшуюся жизнь, до своей смерти в 1976 году. Считается, что именно события на заключительном этапе первого брака сумели укрепить её силы и стать профессиональным писателем. Во многом этому способствовала неизменная поддержка второго мужа и стабилизация её общественного положения в глазах общественных кругов, к которым она была близка.
Медовый месяц молодожёны провели в Венеции, на Адриатическом побережье Хорватии, откуда морем отправились в Грецию. В Афинах она получила сильное пищевое отравление, но её сумели спасти. Ещё не полностью оправившись от болезни, она настояла на том, чтобы муж отправился в Ирак продолжать археологические раскопки, не дожидаясь её, в срок, ранее установленный Вулли для встречи в Багдаде — 15 октября; сама же она вернулась в Англию. Весной 1931 года она снова отправилась в Ур, где живо интересовалась археологическими изысканиями. После окончания сезонных работ они с мужем вернулись в Англию через Персию (Тегеран, Шираз, Исфахан) и СССР (Баку, Батуми), Турцию (Стамбул).
Осенью 1931 года, после нахождения на острове Родос, Агата присоединилась к археологической экспедиции Реджинальда Кемпбелла Томпсона в Ниневии, в нескольких километрах от иракского города Мосул, где теперь работал её муж. В декабре 1931 года она вернулась в Англию на поезде «Восточный экспресс». Во время нахождения на раскопках в Ниневии Макс и Агата побывали в районе кургана в Нимруде, где муж сказал ей, что больше всего на свете он хотел бы провести здесь самостоятельные раскопки. Это желание позже осуществилось при финансовом участии Кристи, которая также помогала и в рутинной работе — занималась документацией, фотографировала, чистила и сортировала находки. Она очень гордилась той ролью, которую сыграла в проведении экспедиций мужа в Арпачии недалеко от Нимруда, в Сирии, а позже и в Нимруде. По словам Маллована, его жена была самым большим знатоком доисторической керамики среди европейских женщин. Начиная с 1933 года Маллован стал руководителем самостоятельных раскопок в иракской долине Салих. Однако после подъёма освободительного движения в Ираке против британского управления экспедиция, руководимая им, переместилась в Сирию. Там Агата с мужем регулярно были на протяжении нескольких археологических сезонов, пока в 1939 году опасения из-за напряжённой политической ситуации в Европе не вынудили их отказаться от поездок. Впечатления от многочисленных путешествий и участия в археологических изысканиях предоставили автору множество материалов для написания произведений. Литературоведы часто относят эти книги к так называемому «восточному циклу» Кристи: детективные «Убийство в Месопотамии» (1936), «Смерть на Ниле» (1937), «Встреча в Багдаде» (1951), «Встреча со смертью» (1938), «Смерть приходит в конце» (1944) и пьеса «Эхнатон» (1937).

### Создание
Об истории создании воспоминаний о ближневосточном периоде жизни Агата рассказывает в «Автобиографии», написанной позже и изданной в 1977 году — уже после смерти писательницы. Во время Второй мировой войны она проживала в Англии, работала в госпитале неполную неделю и писала в различных жанрах. Макс служил в Министерстве авиации, откуда с учётом познаний в арабском языке был отправлен в Северную Африку. Там он нёс службу последовательно в Египте, Ливии и Марокко. Почта от него доходила в Британию нерегулярно, и Кристи очень скучала по мужу. Макс сообщал ей, что ему удалось посетить несколько примечательных мест в Африке, представляющих археологический интерес, которые после окончания военного конфликта намеревался показать жене. В ответ на это предложение в одном из писем она писала: «Я думаю, теперешняя твоя работа более интересна и больше тебе подходит. Жду не дождусь того дня, когда мы с тобой проедем по тем местам, где ты был во время войны, это компенсирует все мои нынешние неприятности». При этом она имела в виду не только посещение исторических мест, но и их возвращение с мужем к археологической деятельности.

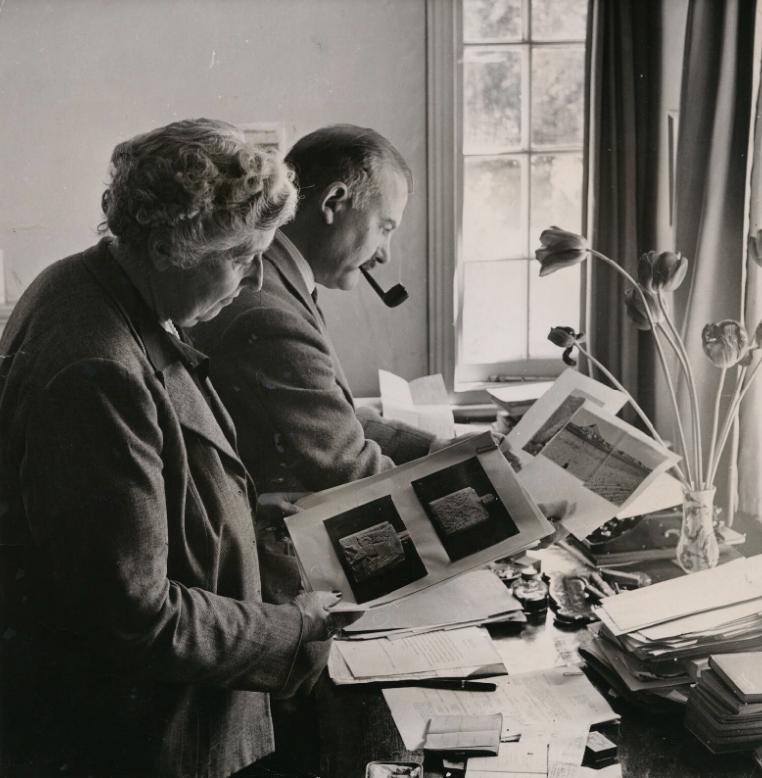
Агата Кристи и Макс Маллован за просмотром фотографий археологических находок, 1950

Кристи скучала по мужу и, по её словам, стремилась «прожить нашу жизнь снова, насладиться воспоминаниями». Она объясняла мотивы создания такой «ностальгической» книги в тяжёлые годы войны следующим образом: «…мы были в разлуке с Максом, я редко получала от него известия и с болью в сердце вспоминала о днях, проведённых вместе в Арпачии и Сирии». Эту «весёлую, легкомысленную» работу, несмотря на такой её характер, она описывала следующим образом: «в ней отразились годы, пройдённые вместе и полные милых глупостей, которые обычно забываются». Большую помощь в написании книги составили дневники, которые она вела во время археологических экспедиций. Кроме того, имеются и другие наброски воспоминаний. Так, в тетради № 13 из так называемого «Архива Агаты Кристи» сразу за отметкой о начале работы над романом «Убийства по алфавиту» (1936) от 6 ноября 1934 года содержатся записи на пятнадцати страницах о впечатлениях от её восточных путешествий.
В годы войны Агата была дружна с супругами Смит. Сидней, глава этой семьи, был хранителем в отделе египетских и ассирийских древностей Британского музея, читателем и критиком книг Кристи, к чьему мнению романистка прислушивалась. Однако ему эта книга не понравилась и он сказал, что её нельзя печатать. Кроме того, скорее всего она не понравится и Малловану из-за своего неакадемического, дилетантского характера. Однако Агата не согласилась с этим мнением, сказав, что в её планы входило не написать археологическую работу, а представить свои впечатления о дорогих для неё годах жизни. Кроме того, она в ней старалась запечатлеть на бумаге свои впечатления, которые в противном случае могут не сохраниться в её памяти. Позицию автора поддержала Мэри, жена Сиднея, которая заявила, что книгу стоит опубликовать, так как она занимательна и позволяет погрузиться автору и читателям в её прошлое.
Мемуары впервые были опубликованы в Великобритании в ноябре 1946 года издательством William Collins and Sons и в том же году в США Dodd, Mead and Company. Наряду с рождественским сборником «Звезда над Вифлеемом», археологические воспоминания являются одной из двух книг, которую «королева детектива» создала и опубликовала под обеими своими фамилиями — «Кристи» и «Маллован», полученными во время браков с Арчибальдом Кристи и Максом Маллованом. Книге предпослан ностальгический эпиграф: «Моему мужу Максу Малловану, Полковнику, Бампсу, Маку и Гилфорду эта петляющая хроника с нежностью посвящается». В названии содержится отсылка к стихотворению из детской повести «Алиса в Зазеркалье» (1871) английского математика и писателя Льюиса Кэрролла. Кроме того, в оригинальном названии — Come, Tell Me How You Live — содержится обыгрывание археологического термина телль (англ. tell, от араб. تَل‎, ивр. תל‎) или тепе́ (депе, тебе, тобе, тюбе — от тюрк. töpü). Он означает курган, холм, образовавшийся на месте разрушенных древних городов. Это автор указывает в стихотворении, открывающем книгу: «Усевшись на телль». Ему также сопутствует ремарка — «с извинениями в адрес Льюиса Кэрролла».

## Приём и критика
В связи с военным положением и нехваткой типографской бумаги книга была опубликована меньшим тиражом, чем это было обычно для Кристи. Её постоянные издатели, заинтересованные прежде всего в её детективных произведениях, выражали сомнения в целесообразности создания Кристи книг в другом жанре. В частности, это «предубеждение» распространялось на её внецикловые, мелодраматические романы (известные также как псевдонимные): «Им всё это казалось подозрительным, они меня не одобряли и опасались, что я скоро совсем отобьюсь от рук». По словам автора, несмотря на такие первоначальные оценки, её мемуары были встречены одобрительно читающей публикой, а издатели явно недооценили их возможный коммерческий успех.
Макс Маллован отзывался о книге положительно и не находил её банальной: «Талант Агаты-рассказчицы и её умение воссоздавать забавные ситуации, речевую манеру самых разных людей проявился здесь во всём блеске. Археология Востока увлекала многих, но немногим удавалось оставить о ней столь лучезарные воспоминания». Югетт Бушардо подчёркивала, что воспоминания Кристи ни в коей мере нельзя отнести к «великой литературе». Однако эта непритязательная книга позволяет проникнуть в атмосферу, царившую в описываемый период во время археологических экспедиций, вникнуть в условия жизни и работу её членов. Кроме того, её большое биографическое значение заключается в том, что она помогает понять довольно скрытный характер писательницы, пролить свет на её личность, а также её произведения, прежде всего — «восточные». Французский биограф также отмечала, что воспоминания Кристи помогают доступным языком представить различные аспекты жизни археологов, их побудительные мотивы и характеры:
На протяжении всей книги преобладает стремление сделать понятными те моменты, которые могли бы показаться странными обычным смертным: страстное увлечение наиболее удалёнными от нас эпохами, терпеливое отношение к трудным условиям жизни во имя наслаждения открытиями, упрямое стремление находить красоту там, где обычный взгляд видит лишь проявление варварских нравов. Безусловно, Агате сотни раз приходилось отмечать то изумление, какое вызывает археология.
Екатерина Цимбаева подчёркивала то большое значение, которое имела книга лично для её автора. Понимание её ценности ещё больше возрастает, если вспомнить, что против опубликования книги выступали друзья-археологи, да ещё со ссылкой на мнение мужа.